# Koningstientje

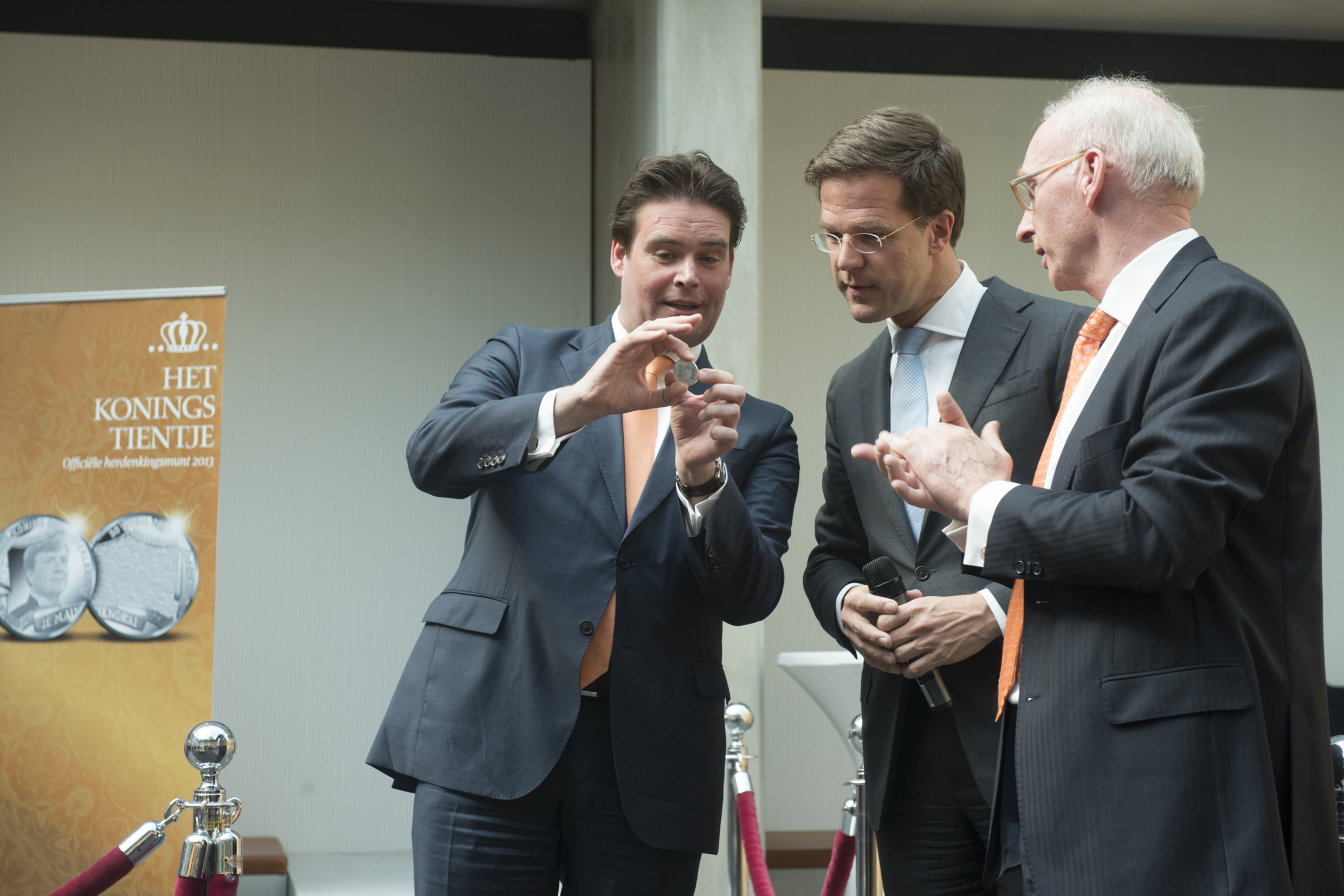
v.l.n.r.: Minister Weekers, premier Rutte en muntmeester Maarten Brouwer bij de eerste slag van het Koningstientje op 24 april 2013

Het Koningstientje is een Nederlandse zilveren herdenkingsmunt van 10 euro geslagen ter ere van de inhuldiging van koning Willem-Alexander. De munt is de eerste Nederlandse euromunt waarop enkel de nieuwe koning staat en Beatrix als voormalig staatshoofd juist ontbreekt.
De eerste slag van het koningstientje werd verricht door minister president Mark Rutte, staatssecretaris van Financiën Frans Weekers hield bij de eerste slag een toespraak. De eerste slag vond plaats op 24 april 2013 bij de Koninklijke Nederlandse Munt.

## Ontwerp
Het ontwerp voor de munt is van de hand van het kunstenaarsduo Persijn Broersen en Margit Lukács. De munt symboliseert de voornemens van de koning: samenbinden, vertegenwoordigen en aanmoedigen.
Op de voorzijde van de munt staat koning Willem-Alexander diagonaal afgebeeld onder een halve wapenmantel. Zijn naam en titel staan tegen de rand om hem heen. Onder het portret van Willem-Alexander staat een lint met daarop de helft van de Nederlandse wapenspreuk Je maintiendrai. Links in het lint staat een kroontje, om aan te geven dat de munt ter gelegenheid van een gebeurtenis betreffende het Koninklijk Huis is geslagen.
Op de keerzijde staan de andere helft van de wapenmantel en van het lint met de spreuk. Onder de mantel staat hier het publiek dat naar de nieuwe koning kijkt. Op de achterzijde staat verder de tekst: 30 april 2013 en de waarde van de munt. Op de rechterzijde van het lint staan het muntteken en het muntmeesterteken.
De randspreuk is "* GOD * ZIJ * MET * ONS".

### Symboliek van het ontwerp
Op de site van de "Nationale Omwisselactie" wordt de achterliggende bedoeling van het ontwerp als volgt omschreven:
Samenbindend, vertegenwoordigend en aanmoedigend; zo ziet Koning Willem-Alexander het Koningschap. Deze elementen vormen de richtlijn voor het ontwerp.
De voorzijde toont een baldakijn dat een theater suggereert met Willem-Alexander in de schijnwerpers. De keerzijde van de munt toont een blik vanachter de coulissen op het publiek, aan wie Willem-Alexander zijn eed aflegt. De combinatie van innovatieve technologie en een grafische, meer traditionele weergave van het Koninklijk wapen, maken het een historische uitgifte die een mijlpaal in onze geschiedenis markeert.
In het ontwerp wordt aangesloten bij de vormgeving en beeldspraak van het wapen van het Koninkrijk der Nederlanden. In dat wapen wordt het wapenschild met de Nederlandse Leeuw (het symbool voor de koning zelf en voor Nederland als geheel) omgeven door een wapenmantel en het lint met de wapenspreuk. Boven dit alles komt in het wapen nog een baldakijn met de koninklijke kroon. In het ontwerp van de munt is de symboliek van het schild vervangen door afbeeldingen van het portret van de koning en het Nederlandse volk. De baldakijn is op de munt ten dele zichtbaar.

## Details
|              | Circulatietientje                    | Prooftientje            | Gouden twintig euro |
| ------------ | ------------------------------------ | ----------------------- | ------------------- |
| Metaal:      | Verzilverd koper                     | zilver 925/1000         | goud 900/1000       |
| Gewicht:     | 15,5 gram                            | 25,0 gram               | 8,50 gram           |
| Diameter:    | 33 mm                                | 38 mm                   | 25 mm               |
| Oplage:*     | 415.000                              | 12.500                  | 2.500               |
| Randschrift: | * GOD * ZIJ * MET * ONS              | * GOD * ZIJ * MET * ONS | Gekartelde rand     |
| Kwaliteit:   | Circulatie en Brilliant Uncirculated | Proof                   | Proof               |

* Genoemde oplagen zijn maximale aantallen.
Gulden herdenkingsmunten:

Dubbelkop 1980 · Unie van Utrecht · Voetbalvijfje

Nederlandse euro-herdenkingsmunten:

herdenkingsmunten van € 2: Erasmusmunt · Dubbelkop Beatrix-Willem-Alexander · 200 jaar koninkrijk

meerwaardeherdenkingsmunten:

Zilveren vijfjes: Vincent van Gogh Vijfje · Europamunt · Koninkrijksmunt · Vredes Vijfje · Belasting Vijfje · Australië Vijfje · Rembrandt Vijfje · Michiel de Ruyter Vijfje · Architectuur Vijfje · Manhattan Vijfje · Japan Vijfje · Max Havelaar Vijfje · Waterland Vijfje · Schilderkunst Vijfje · Muntgebouw Vijfje · WNF Vijfje · Tulpen Vijfje · Beeldhouwkunst Vijfje · Grachtengordel Vijfje · Vrede van Utrecht Vijfje · Rietveld Vijfje · Vredespaleis Vijfje · De Nederlandsche Bank Vijfje · Van Nelle Vijfje · Waterloo Vijfje · Wadden Vijfje · Jheronimus Bosch Vijfje · Stelling van Amsterdam Vijfje · Johan Cruijff Vijfje · Fanny Blankers-Koen Vijfje · Schokland Vijfje · Wageningen Universiteit Vijfje · Luchtvaart Vijfje · Beemster Vijfje · Market Garden Vijfje · Jaap Eden Vijfje

Zilveren tientjes: Huwelijksmunt · Geboortemunt · Jubileummunt · Koningstientje · Verjaardagstientje
Caribisch Nederland: BES-dollar (2011, 2013)